# Anachrostis siccana
Anachrostis siccana là một loài bướm đêm trong họ Noctuidae.